# رود فان فگلن
رود فان فگلن (انگلیسی: Ruud van Feggelen; ۱۴ آوریل ۱۹۲۴ – ۹ اوت ۲۰۰۲) ورزشکار واترپلو اهل پادشاهی هلند بود.
وی در مسابقات کشوری و بین‌المللی در مجموع برندهٔ ۱ مدال طلا، ۱ مدال برنز شده‌است.